# Université de France
Ne doit pas être confondu avec Université en France.
L'Université de France, connue aussi comme l'Université impériale mais appelée surtout alors l'Université (sans adjectif, mais avec une capitale), était le nom donné au XIXe siècle à l'administration française chargée de l'éducation.

## L'Université impériale

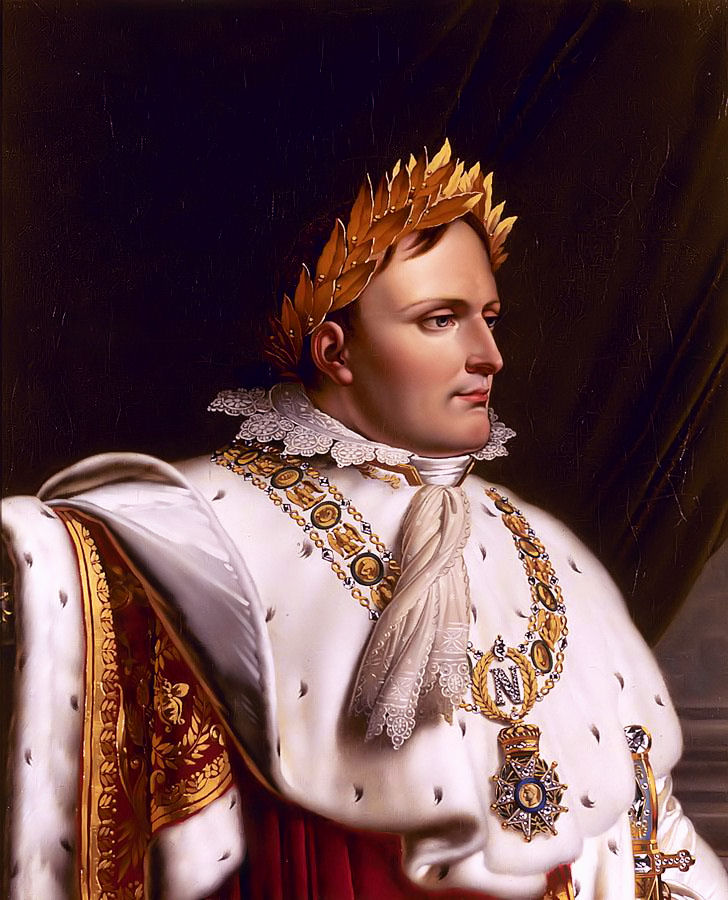
Napoléon Ier.

L'Université a été voulue par Napoléon Ier qui entendait ainsi réorganiser complètement le système éducatif.
La loi du 10 mai 1806, se contente d'établir :
« Il sera formé, sous le nom d'Université impériale, un corps chargé exclusivement de l'enseignement et de l'éducation publiques dans tout l'Empire. ».
Le décret du 17 mars 1808 fixe le fonctionnement de l'Université. L'Université assure tous les ordres d'enseignement, et personne ne peut enseigner sans l'autorisation du grand-maître, et à condition de faire partie de l'Université.
Le texte prévoit six ordres d'écoles :
- les facultés (théologie, droit, médecine, lettres, sciences) ;
- les lycées ;
- les collèges ;
- les institutions ;
- les pensionnats ;
- les « petites écoles » (primaire).

Les écoles de droit et de médecine créées à la fin de la Révolution sont intégrées dans l'Université, de même que l'enseignement théologique, les lettres et les sciences.
Le décret fixe l'organisation générale de ces enseignements, des diplômes (avec le trio baccalauréat, licence, doctorat) et des épreuves à passer.
De même que pour les écoles, le texte établit plusieurs rangs de fonctionnaires de l'éducation, quatorze rangs d'administration et cinq rangs d'enseignement. Il fixe notamment les diplômes qui devront être détenus pour faire partie des différents rangs.
D'après le décret impérial du 17 mars 1808 qui fixe l'organisation de l'Université, il doit être établi à Paris un Pensionnat normal (aujourd'hui l'École normale supérieure de la rue d'Ulm), destiné à recevoir jusqu'à 300 jeunes gens qui y seront formés à l'art d'enseigner les lettres et les sciences.
Le nombre de ces élèves a été fixé à cent pour la première année.
Ils doivent être âgés de dix-sept ans au moins, et être autorisés par leur père ou par leur tuteur à suivre la carrière de l'Université. Ils ne peuvent être reçus à l'école qu'en s'engageant à rester dix années au moins dans le corps enseignant.
Ils sont choisis, d'après des examens, par les inspecteurs-généraux de l'Université.
Une première nomination d'élèves, au nombre de 54, choisis dans les départements, est faite par S. Exc. le grand-maître de l'Université impériale.
Sur le plan administratif, l'Université est confiée à un grand-maître (Louis de Fontanes) nommé et révoqué par l'Empereur, et qui est assisté d'un trésorier et d'un chancelier (Jean-Chrysostôme de Villaret). Le décret prévoit également un conseil de l'Université, composé de trente membres répartis en cinq sections, et composé exclusivement de cadres de l'Université.
Le décret établit une académie dans le ressort de chaque Cour d'appel, avec à sa tête un recteur d'académie assisté d'un conseil académique.
L'Université jouit d'une autonomie importante vis-à-vis des autres administrations même si elle dépend étroitement de l'Empereur. Bien que le texte ne lui attribue pas expressément de personnalité juridique, elle est considérée comme une personne morale, qui dispose en particulier de son propre budget.

## L'Université après Napoléon
Dans les premières années de la Restauration, le nom de l'Université tend à disparaître en raison de son origine impériale. Le conseil de l'Université prend le nom de Commission d'instruction publique (1815-1820) puis de Conseil royal de l'instruction publique (1820-1822). Et si le titre de grand-maître est supprimé, le président de cette commission fait figure de grand-maître.
Cette dernière dénomination est d'ailleurs rétablie en 1822. La création d'un ministère des Affaires ecclésiastiques et de l'Instruction publique ne remet pas en cause l'Université, mais les fonctions de ministre de l'Instruction publique et de grand-maître sont confondues à partir de 1828.
Pendant les années qui suivent, et notamment sous la monarchie de Juillet, l'Université symbolise l'enseignement public, centralisé et jugé par ses détracteurs comme pas assez catholique (bien qu'il ne soit pas proprement laïque), par opposition à l'enseignement privé, notamment confessionnel.
Les partisans de la liberté d'enseignement se montrent les adversaires de l'Université.
Ces derniers obtiennent partiellement satisfaction sous les deux régimes royaux, mais remportent une forme de victoire au moment de la Deuxième République, avec deux changements importants en 1850.
La loi Falloux (texte), promulguée le 15 mars, accorde une part importante à la liberté d'enseignement (sauf pour le supérieur) et tend à décentraliser l'enseignement, afin d'affaiblir l'enseignement public : « Ce n'est pas l'Université multipliée par 86, c'est l'Université divisée par 86 ».
La loi ne cite d'ailleurs guère l'Université qu'au passé, et substitue le nom de Conseil supérieur de l'instruction publique à celui de Conseil de l'Université.
Quant à la loi de finances pour 1851, elle opère le transfert des biens de l'Université à l'État, ce qui tend à supprimer l'Université sans toutefois le déclarer officiellement.
Avec l'arrivée du Second Empire, l'expression d'Université réapparaît pour mettre en avant le lien entre l'Empire de Napoléon III et celui de son prédécesseur. Toutefois, l'expression utilisée est plus souvent Université de France (et non impériale).
Cependant, la Troisième République contribue fortement au déclin du terme, quand la loi du 10 juillet 1896 (dite loi Louis Liard) attribue la personnalité juridique aux « corps de facultés » constitués dans chaque académie par la loi du 28 avril 1893, et leur donne le nom d'universités.
Dès lors qu'il existe une université dans chaque académie, le terme d'« Université de France » comme un ensemble unifié n'a plus guère de sens. L'expression subsiste néanmoins, notamment dans le décret no 48-1108 du 10 juillet 1948 portant classement hiérarchique des personnels civils et militaires de l'État, où il existait une rubrique « Université de France ».

## Costumes de cérémonie et rangs des membres de l'instruction publique
D'après le décret du 24 décembre 1852.

### Recteurs
Robe et simarre en soie noire, rabat de dentelle, chausse en soie violette avec trois rangs d'hermine, ceinture en ruban violet avec deux glands d'argent, toque en velours noir avec deux galons et deux ganses en argent.

### Inspecteurs d'académie
Même costume que les recteurs, avec deux glands en soie violette à la ceinture et un seul galon et deux ganses en argent à la toque.

### Doyens et professeurs de facultés et écoles supérieures
La forme du costume est la même pour les divers ordres de facultés, mais la couleur varie selon l'ordre de chaque faculté. Les doyens portent deux galons d'or à la toque.
- Pour les facultés de théologie : robe et simarre en soie noire, chausse en soie violette avec trois rangs d'hermine, ceinture en ruban violet avec deux glands en soie violette, toque en velours noir avec un galon d'or.
- Pour les facultés de droit : robe en casimir rouge, simarre en soie noire, rabat de batiste, chausse en casimir rouge avec trois rangs d'hermine, ceinture en ruban noir avec franges et torsades en soie noire, toque en casimir ronge avec un galon d'or ;
  - en petit costume : robe en étamine noire, avec revers en mérinos rouge et simarre en soie noire.
- Pour les facultés de médecine : robe en satin cramoisi et simarre en soie noire, rabat de batiste, chausse en satin cramoisi avec trois rangs d'hermine, ceinture en ruban noir avec franges et torsades en soie noire, toque en satin cramoisi avec un galon d'or ;
  - en petit costume : robe en étamine noire avec revers en satin cramoisi et simarre en soie noire.
- Pour les facultés des sciences : robe en soie amarante, simarre en soie noire, rabat de batiste, chausse en soie amarante avec trois rangs d'hermine, ceinture en ruban amarante avec franges et torsades en soie amarante, toque en soie amarante avec un galon d'or ;
  - en petit costume : robe en étamine noire, avec revers en soie amarante et simarre en soie noire.
- Pour les facultés de lettres : robe en soie orange, simarre en soie noire, rabat de batiste, chausse en soie orange avec trois rangs d'hermine, ceinture en ruban orange avec franges et torsades en soie orange, toque en soie orange avec un galon d'or ;
  - en petit costume : robe en étamine noire, avec revers en soie orange et simarre en soie noire.

### Proviseurs de lycées
Robe en étamine noire, avec simarre en soie noire et revers en soie orange ou amarante, suivant le grade dans les lettres ou les sciences, rabat de batiste, chausse en soie orange ou amarante avec un rang d'hermine, ceinture en ruban orange ou amarante avec franges et torsades en soie orange ou amarante, toque en soie orange ou amarante avec un galon d'or.

## Bibliothèque de l'Université de France
Le nom de « Bibliothèque de l'Université de France » était le nom officiel donné, de 1808 à 1846, à la Bibliothèque de la Sorbonne.